# Modigliani Forum
 (avril 2025).
Si vous disposez d'ouvrages ou d'articles de référence ou si vous connaissez des sites web de qualité traitant du thème abordé ici, merci de compléter l'article en donnant les références utiles à sa vérifiabilité et en les liant à la section « Notes et références ».
Le Modigliani Forum (anciennement PalaLivorno et PalaAlgida) est une salle multifonction située à Livourne, dans la région Toscane, en Italie. La salle a une capacité de 8 033 spectateurs et accueille les rencontres à domicile du Basket Livorno.

## Galerie

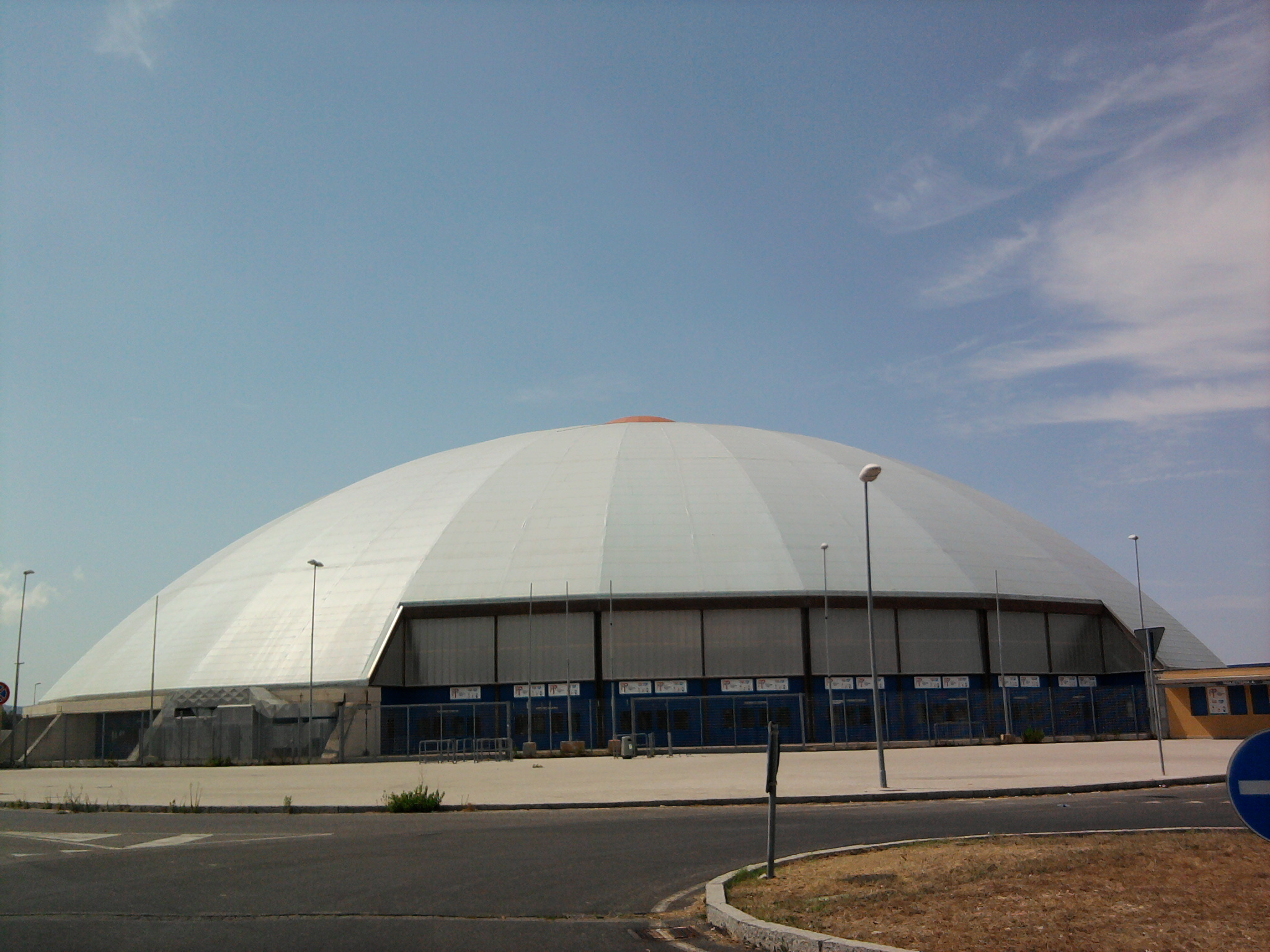